# Wöplitz
Wöplitz ist ein Ortsteil der Hansestadt Havelberg im Landkreis Stendal in Sachsen-Anhalt.

## Geografie
Der Ort liegt drei Kilometer ostnordöstlich von Havelberg. Die Nachbarorte sind Waldgehöft im Norden, Theerofen im Nordosten, Waldfrieden im Osten, Klein Damerow, Damerow und Vehlgast im Südosten, Jederitz im Süden, Havelberg im Westen sowie Müggenbusch im Nordwesten.